# Tramway du Havre
Pour l'ancien réseau de tramway, voir Ancien tramway du Havre.
Le Tramway du Havre est un réseau de tramway composé de deux lignes en service depuis le 12 décembre 2012 desservant Le Havre en reliant la ville basse aux quartiers du Grand Hameau et Caucriauville situés en ville haute,.
Un projet d'extension vers Montivilliers et les quartiers sud est à l'étude, pour une mise en service à l'horizon 2027.

## Histoire

### L'ancien tramway (1874-1951)

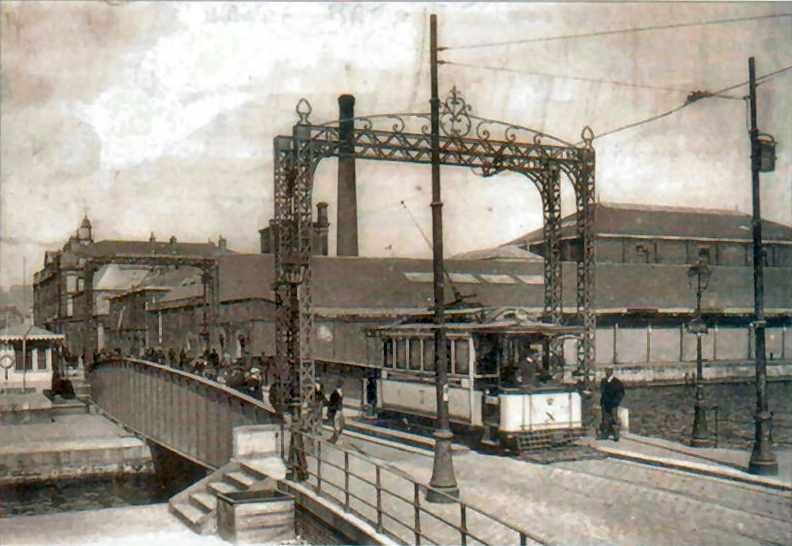
Motrice de l'ancien tramway havrais sur le pont des docks.

Carte animée de l'évolution des infrastructures ferroviaires de l'agglomération du Havre, dont celle des anciens et actuels tramways, de 1870 à nos jours.

La municipalité du Havre fit construire son premier tramway en 1874 à l'image de ceux déjà présents dans d'autres villes afin de faire face à la multiplication des déplacements dans l'agglomération avec des communes en pleine expansion (notamment Montivilliers et Sainte-Adresse). Ce tramway fut l'un des premiers en Normandie. Hippomobile puis électrifié, le tramway havrais connut beaucoup de prolongements et devint un important réseau en termes de longueur. Remis en service après les bombardements de 1944, il disparaît malgré son potentiel en 1951, au profit des trolleybus et des bus.

### Le nouveau tramway

#### La concertation

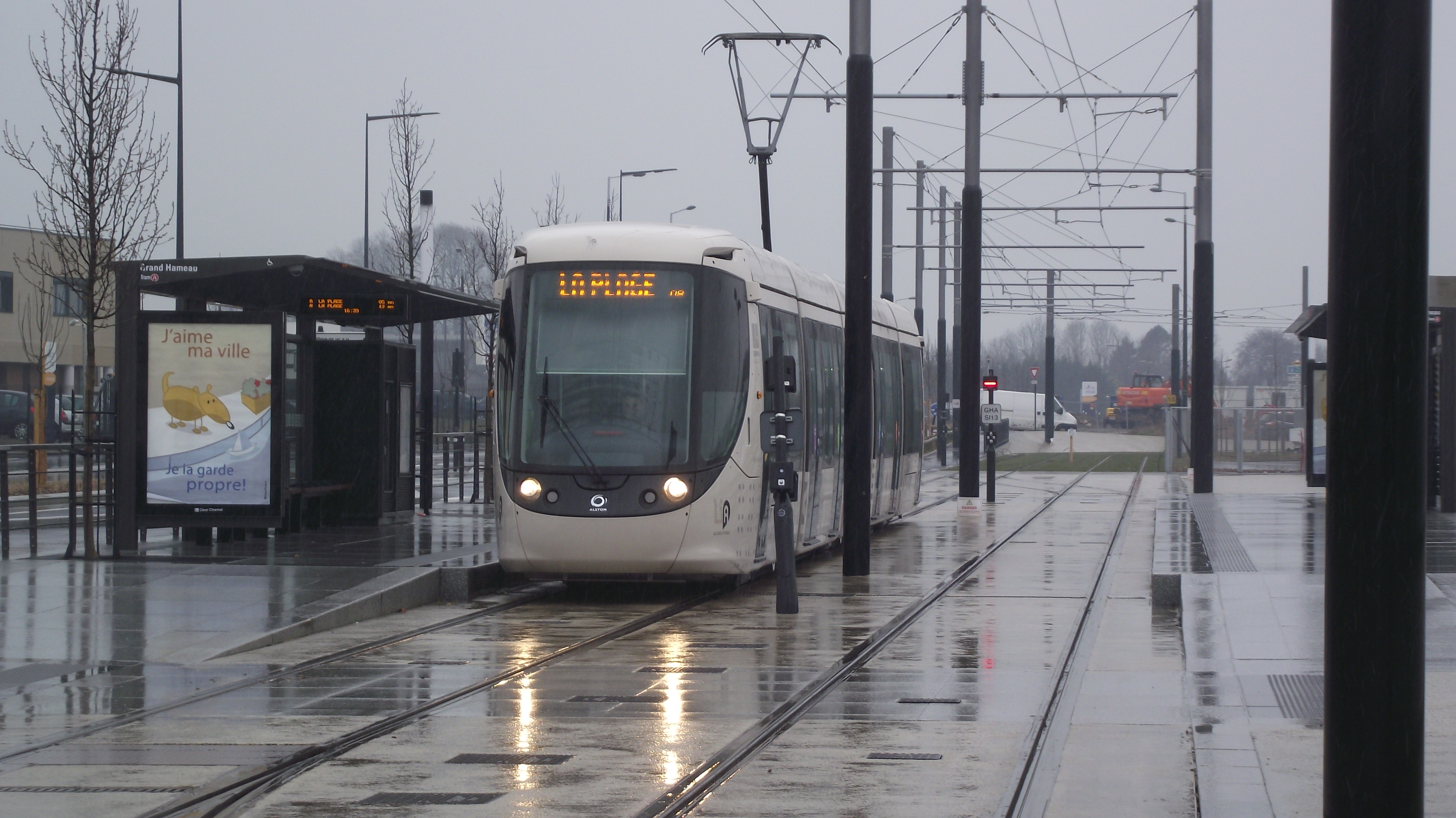
Tramway à la station Grand Hameau.

Après 59 ans d’interruption de l’exploitation du tramway, de nouveaux enjeux amènent la CODAH, autorité organisatrice des transports urbains à envisager la réalisation d’un nouveau réseau au Havre.
Cette nouvelle infrastructure de transport doit :
- Répondre à l’augmentation de la demande de déplacements urbains et offrir un mode de transport à haut niveau de service ;
- Faciliter la desserte des communes de l’agglomération havraise autour d’un axe structurant ;
- Permettre de réaménager l’espace urbain le long du tracé ;

De mi-novembre 2006 à fin mars 2007, une enquête auprès des habitants de l'agglomération havraise est menée au sujet de la construction d'un nouveau transport en commun en site propre. À la suite de cette enquête, une campagne d'information destinée aux habitants est mise en place.
Le 13 mars 2007, les délibérations des élus de la CODAH conduisent à un consensus sur un certain nombre de points clés.
En ce qui concerne l'infrastructure, un tunnel réservé à l'est du tunnel Jenner sera construit afin d'assurer la liaison entre la partie basse et haute de la ville. Le tracé de la ligne est dessiné en "Y" avec la possibilité de déplacer les terminus de la ville haute.
Sur les plans financier et administratif, le budget consacré aux travaux est entériné et le dossier d'enquête publique mis en œuvre. À la suite des différentes enquêtes ménages et déplacements, il ressort que les habitants souhaitent des fréquences élevées, un mode de transport efficace, confortable et de grande dimension. Le 2 mai 2007, après plusieurs délibérations, la CODAH lance un appel d'offres pour la construction d'un nouveau réseau et le 10 juillet 2007, le mode ferré est retenu.

#### Un axe structurant, deux lignes

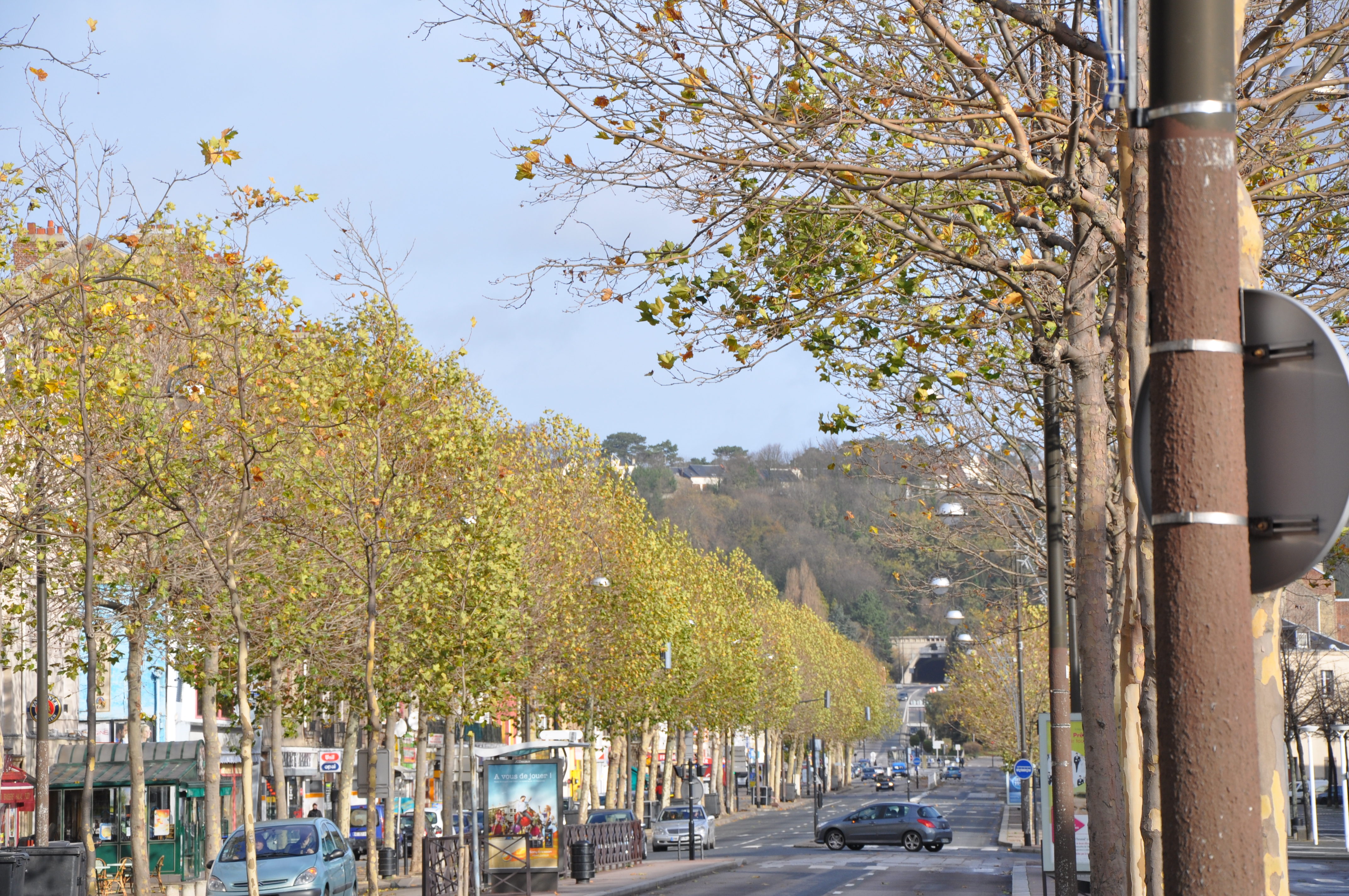
Le cours de la République avant la construction des lignes du tram.

Le tracé est dessiné de manière à englober un bassin de population important. Il relie des pôles d’activités stratégiques comme la plage, l’Hôtel de ville, la gare et les grands ensembles de population des quartiers de Caucriauville et du Mont Gaillard.
Le tramway joue donc aussi le rôle de lien entre la ville haute et la ville basse et constitue une offre alternative de transport urbain face à la voiture. Près de 90 000 habitants se situent à moins de 5 minutes d’une station dont 16 000 scolaires et étudiants. L’ensemble de la ligne a été pensé dans une logique d’interconnexion avec les autres moyens de transports comme le pôle multimodal de la gare du Havre ou encore le Parc relais d’ « Octeville - Grand hameau » mais bien sûr aussi avec l’ensemble des lignes de bus de la CODAH (réseau LiA), la LER, ou le réseau TER.
Le parcours des deux lignes du tramway sera bordé de quelque 2 300 arbres, 17 000 arbustes et 50 000 plantes diverses.

## Chantier

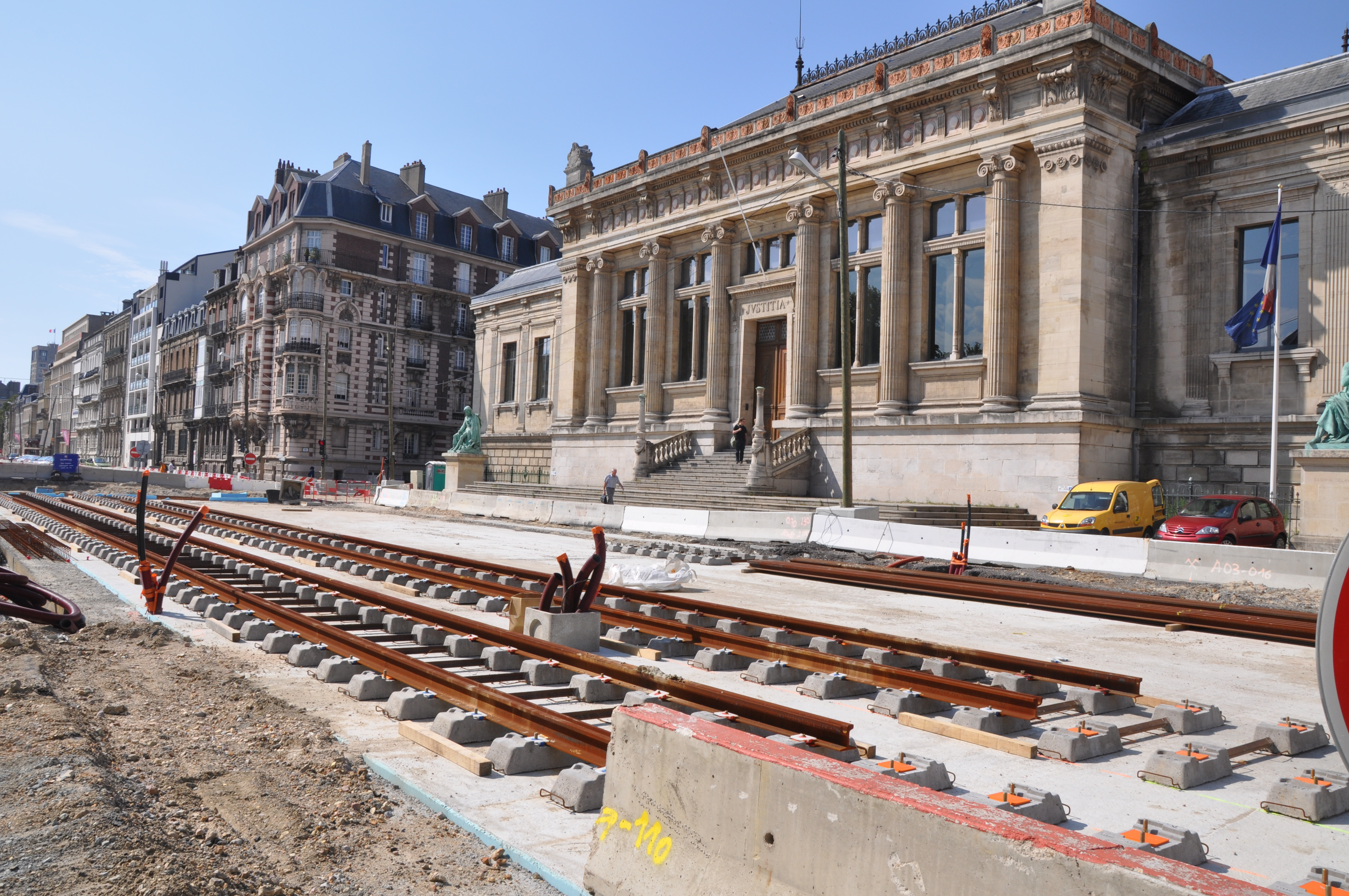
Travaux de pose de la voie devant le Palais de justice.

- Les études de terrain commencent le 1er septembre 2008.

En février 2009, le tracé et l'implantation définitive sont connus (les aménagements proposés pour le quartier du Rond-Point par exemple).
En 2010 sont entamés les travaux préparatoires (déviation de conduites d'eau, gaz…).
L'exploitation du tramway est prévue en décembre 2012.
Le réseau de bus est restructuré afin d'offrir à terme une meilleure offre de transport en commun dans les quartiers non desservis par le tramway.
Le 21 octobre, un site internet est lancé (avancement du projet, travaux en cours, information, voyage virtuel…).
Une équipe de huit « ambassadeurs tramway » est mise en place afin d'informer et de rassurer riverains et commerçants sur le déroulement du chantier.

### La modification de circulation des voitures
Pour assurer au mieux la circulation automobile durant la construction des lignes, des aménagements sont réalisés du boulevard François 1er à la chaussée Georges Pompidou entre juin et septembre 2009 : suppression du rond-point au carrefour du boulevard François 1er et chaussée Kennedy, installation de feux tricolores sur le trajet, élargissement des voies quai de Southampton, de l'Isle et Casimir Delavigne et mise en sens unique (sens nord/sud) de la chaussée Georges Pompidou, installation d'une piste cyclable et de passages protégés pour les piétons.

### Les chiffres

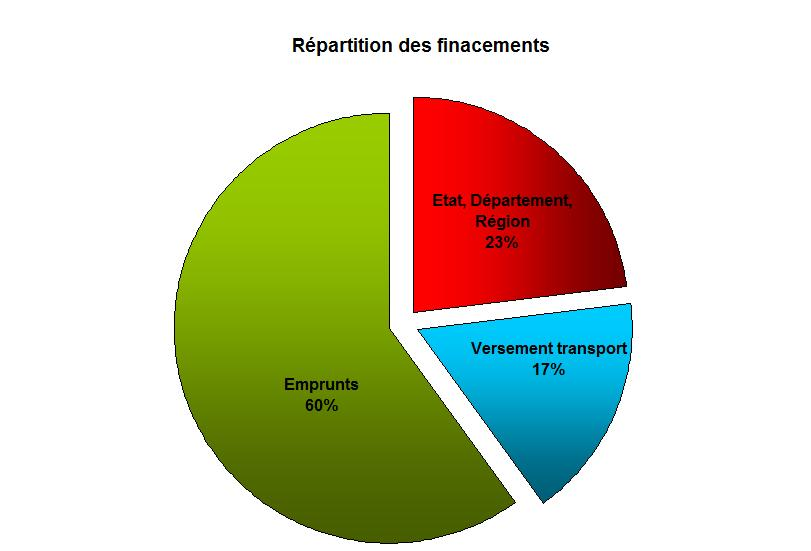
Répartition du financement entre les différents partenaires.

Le coût total de la réalisation du tramway représente 395 millions d'euros. Le financement est réparti entre trois entités:
- Le Havre Seine Métropole, 237 millions d'euros.
- État et collectivités locales (Département de Seine Maritime et Région Haute-Normandie), 90,85 millions d'euros
- Entreprises de l'agglomération havraise, à travers le versement transport, 67,15 millions d'euros.

Les prévisions de fréquentation actuelles tablent sur 56 000 montées par jour avec une charge maximale de 2 000 voyageurs.

### Conception
Le maître d'œuvre est le groupement d'entreprises Systra, Ingérop, Attica, Atelier J. Osty et Associés et Atelier Lion.

## Infrastructure
Le réseau est constitué de deux lignes à voie normale pour une longueur totale de 13 km et 23 stations, comprenant un tronc commun, de la porte Océane à la place Jenner. Il est électrifié sous 750 V continus au moyen d'une ligne aérienne de contact. Le tramway circule sur une plate forme engazonnée sur l'avenue Foch, le boulevard de Strasbourg et l'avenue du Bois au Coq.

### Les lignes

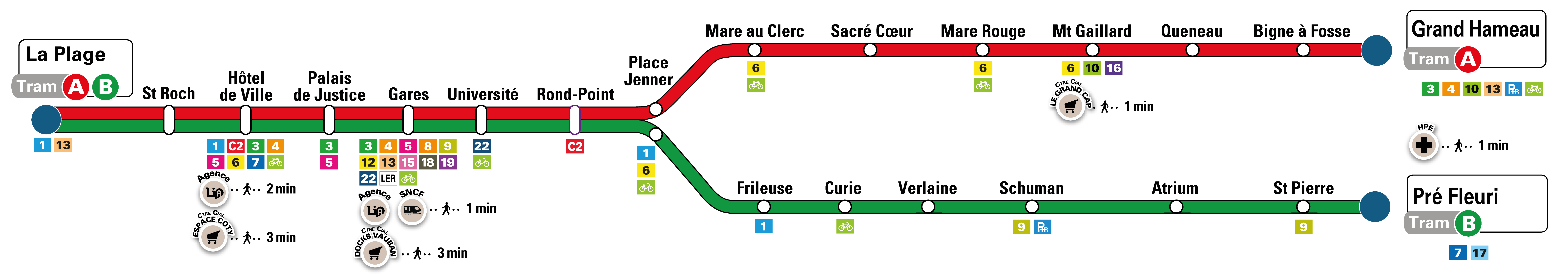
Lignes A et B du Tramway du Havre

Le tronçon commun des lignes A et B part de la plage en allant vers la Gare SNCF, desservant le boulevard de Strasbourg, l'hôtel de ville, la sous-préfecture et le palais de justice, puis suit le cours de la République et le nouveau tunnel.
La ligne se divise ensuite en deux :
- La ligne A vers Mont-Gaillard (à proximité de l'aéroport du Havre et du nouvel hôpital) ;
- La ligne B vers Caucriauville (remplaçant ainsi l'ancienne ligne 8 exploitée avec des bus articulés).

| Tronc commun A/B (La Plage - Jenner) | Branche ligne A (Jenner - Grand Hameau) | Branche ligne B (Jenner - Caucriauville — Pré fleuri) |
| ------------------------------------ | --------------------------------------- | ----------------------------------------------------- |
| La Plage                             | Place Jenner (ouest)                    | Place Jenner (est)                                    |
| Saint-Roch                           | Mare au Clerc                           | Frileuse                                              |
| Hôtel de ville                       | Sacré-Cœur                              | Curie                                                 |
| Palais de justice                    | Mare Rouge                              | Paul Verlaine                                         |
| Gare                                 | Mont-Gaillard                           | Schuman                                               |
| Université                           | Queneau                                 | Atrium                                                |
| Rond-point                           | Bigne à Fosse                           | Saint-Pierre                                          |
| Tunnel Jenner                        | Grand Hameau                            | Caucriauville — Pré fleuri                            |

| Ligne | Caractéristiques | Caractéristiques                      | Caractéristiques                      | Caractéristiques                      | Caractéristiques                      | Caractéristiques                              | Caractéristiques                         | Caractéristiques                      | Caractéristiques                      |
| A     | La Plage ⥋ Grand Hameau | La Plage ⥋ Grand Hameau               | La Plage ⥋ Grand Hameau               | La Plage ⥋ Grand Hameau               | La Plage ⥋ Grand Hameau               | La Plage ⥋ Grand Hameau                       | La Plage ⥋ Grand Hameau                  | La Plage ⥋ Grand Hameau               | La Plage ⥋ Grand Hameau               |
| ----- | --- | ------------------------------------- | ------------------------------------- | ------------------------------------- | ------------------------------------- | --------------------------------------------- | ---------------------------------------- | ------------------------------------- | ------------------------------------- |
| A     | Ouverture / Fermeture 12 décembre 2012 / — | Longueur 8,35 km                      | Durée 26 min                          | Nb. d’arrêts 15                       | Matériel Citadis 302                  | Jours de fonctionnement L, Ma, Me, J, V, S, D | Jour / Soir / Nuit / Fêtes O / — / O / O | Voy. / an —                           | Exploitant Transdev Le Havre          |
| A     | Desserte : Le Havre - Principales stations : La Plage • Hôtel de Ville • Gares • Université • Place Jenner • Mare au Clerc • Mare Rouge • Mont-Gaillard • Grand Hameau |                                       |                                       |                                       |                                       |                                               |                                          |                                       |                                       |
| A     | Autre : |                                       |                                       |                                       |                                       |                                               |                                          |                                       |                                       |
| A     | Dernière actualisation : — |                                       |                                       |                                       |                                       |                                               |                                          |                                       |                                       |
| B     | La Plage ⥋ Caucriauville — Pré Fleuri | La Plage ⥋ Caucriauville — Pré Fleuri | La Plage ⥋ Caucriauville — Pré Fleuri | La Plage ⥋ Caucriauville — Pré Fleuri | La Plage ⥋ Caucriauville — Pré Fleuri | La Plage ⥋ Caucriauville — Pré Fleuri         | La Plage ⥋ Caucriauville — Pré Fleuri    | La Plage ⥋ Caucriauville — Pré Fleuri | La Plage ⥋ Caucriauville — Pré Fleuri |
| B     | Ouverture / Fermeture 12 décembre 2012 / — | Longueur 8,95 km                      | Durée 32 min                          | Nb. d’arrêts 15                       | Matériel Citadis 302                  | Jours de fonctionnement L, Ma, Me, J, V, S, D | Jour / Soir / Nuit / Fêtes O / — / O / O | Voy. / an —                           | Exploitant Transdev Le Havre          |
| B     | Desserte : Le Havre - Principales stations : La Plage • Hôtel de Ville • Gares • Université • Place Jenner • Frileuse • Schuman • Atrium • Caucriauville - Pré Fleuri  |                                       |                                       |                                       |                                       |                                               |                                          |                                       |                                       |
| B     | Autre : |                                       |                                       |                                       |                                       |                                               |                                          |                                       |                                       |
| B     | Dernière actualisation : — |                                       |                                       |                                       |                                       |                                               |                                          |                                       |                                       |

### Installations techniques

#### Atelier-dépôt
La construction du nouveau tramway amène à la conception d'un centre de maintenance mixte (bus et tramway) et à l'abandon du dépôt de Bléville. Ce centre fait partie des aménagements complémentaires annoncés par la CODAH (surface estimée à 200 000 m2).

### Le nouveau tunnel

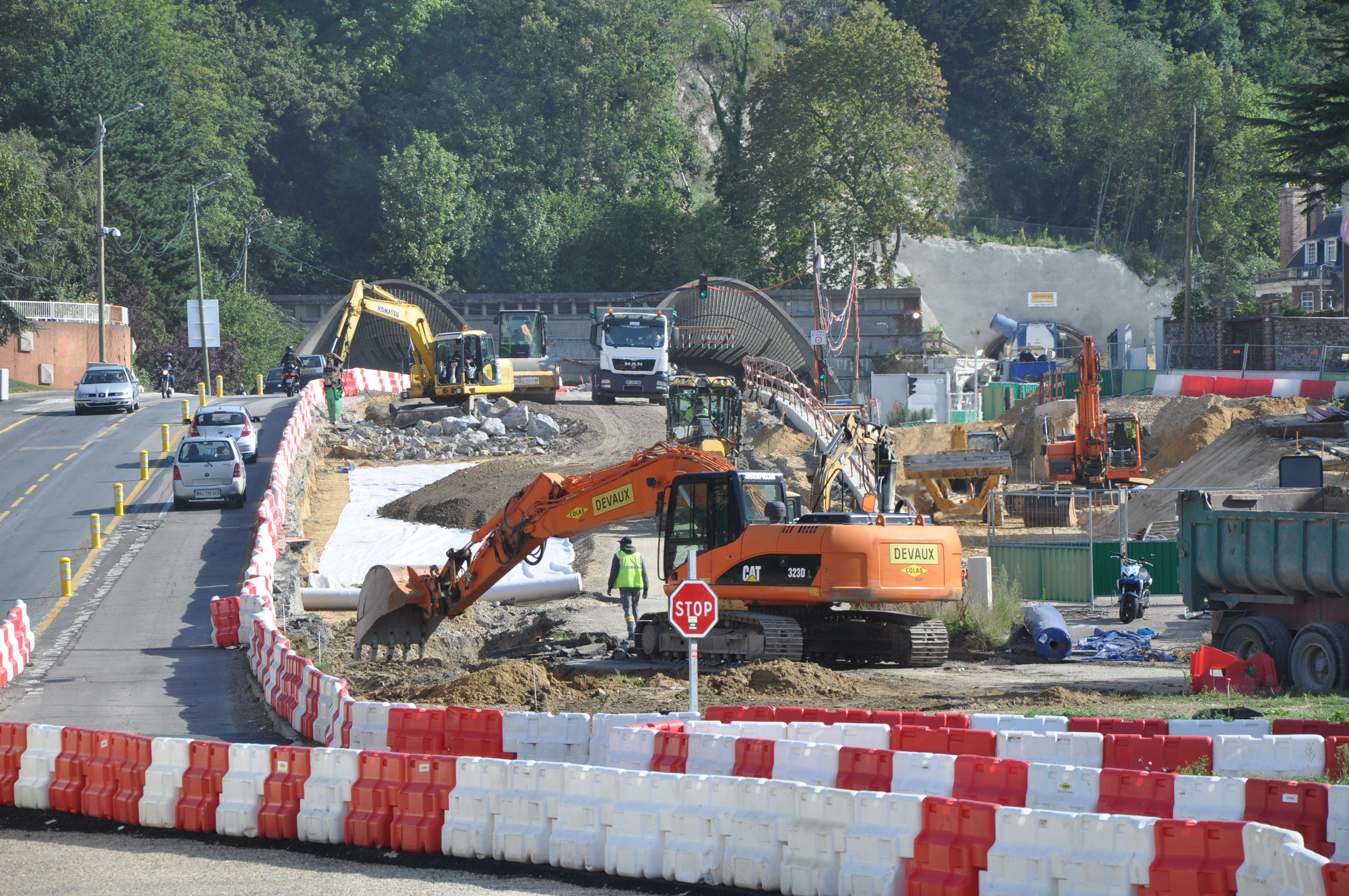
On aperçoit au fond de l'image, le percement du tunnel.

Le principal ouvrage d'art du tramway du Havre est le tunnel de plus de 500 m de long construit à l'Est de l'actuel tunnel Jenner et qui lui est entièrement réservé. Le percement a été achevé en novembre 2011.
La mairie du Havre a été chargée de tous les travaux d'urbanisme nécessaires : aménagement de la voirie et des abords, déviation des réseaux souterrains, aménagement du centre-ville et de son plan de circulation, accès au nouveau tunnel.

## Exploitation

### L'offre de Transport

#### Ligne A

##### En semaine
La fréquence est identique dans les deux sens, :
- 1 tramway toutes les 8 minutes entre 7h et 9h30 ainsi qu'entre 12h et 18h
- 1 tramway toutes les 10 minutes entre 9h30 et 12h

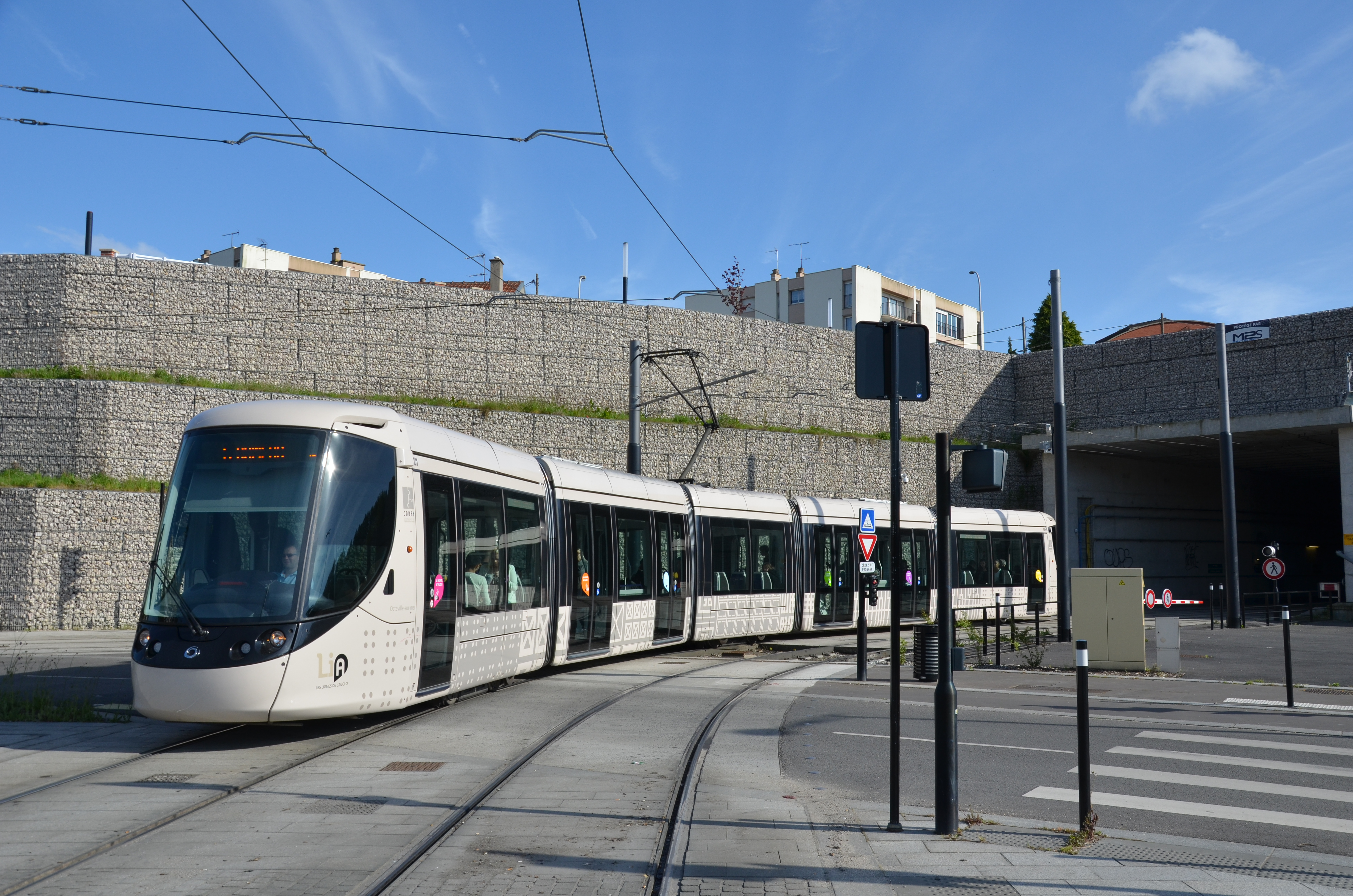
Un tramway sortant du tunnel, côté Place Jenner.

Les convois ne sont pas régulièrement espacés en dehors de ces heures (1 à 9 tramways par heure) ; certains effectuent leur terminus à la station Rond-Point en matinée, du fait de la position du centre de maintenance à Hôpital Estuaire.
Le premier tramway vers La Plage quitte Grand Hameau à 4h05 (terminus Rond-Point) et à 4h38, le premier vers Grand Hameau quitte La Plage à 5h14.
Le dernier tramway vers La Plage quitte Grand Hameau à 23h14, le dernier vers Grand Hameau quitte La Plage à 00h00 (00h10 au Rond-Point) et à 00h45 départ du Rond-Point .
En vacances scolaires, la fréquence est de 10 minutes de 7h à 18h ,.

##### Samedi
La fréquence est différente dans les deux sens, :
- 1 tramway toutes les 12 minutes entre 7h et 13h30 (vers La Plage) ou entre 7h et 13h45 (vers Hôpital Estuaire)
- 1 tramway toutes les 10 minutes entre 13h30 et 18h (vers La Plage) ou entre 13h45 et 18h (vers Hôpital Estuaire)

Les convois ne sont pas régulièrement espacés en dehors de ces heures (1 à 6 tramways par heure) ; certains effectuent leur terminus à la station Rond-Point en matinée, du fait de la position du centre de maintenance à Hôpital Estuaire.
Le premier tramway vers La Plage quitte Hôpital Estuaire à 4h05 (terminus Rond-Point) et à 4h38, le premier vers Hôpital Estuaire quitte La Plage à 5h14.
Le dernier tramway vers La Plage quitte Hôpital Estuaire à 23h14, le dernier vers Hôpital Estuaire quitte La Plage à 00h00 (00h10 au Rond-Point) et à 00h45 départ du Rond-Point.

##### Dimanche
Les convois ne sont pas régulièrement espacés mais il y a approximativement 1 tramway toutes les 40 minutes le matin et toutes les 20 minutes l'après-midi ; certains effectuent leur terminus à la station Rond-Point en matinée, du fait de la position du centre de maintenance à Hôpital Estuaire,.
Le premier tramway vers La Plage quitte Hôpital Estuaire à 5h53, le premier vers Hôpital Estuaire quitte La Plage à 6h30.
Le dernier tramway vers La Plage quitte Hôpital Estuaire à 23h14, le dernier vers Hôpital Estuaire quitte La Plage à 00h00 (00h10 au Rond-Point) et à 00h45 départ du Rond-Point.

#### Ligne B

##### En semaine
La fréquence est différente dans les deux sens, :
- 1 tramway toutes les 8 minutes entre 7h et 9h (vers La Plage) ou entre 7h et 9h30 (vers Pré Fleuri) ainsi qu'entre 12h et 18h (deux sens)
- 1 tramway toutes les 10 minutes entre 9h et 12h (vers La Plage) ou entre 9h30 et 12h (vers Pré Fleuri)

Les convois ne sont pas régulièrement espacés en dehors de ces heures (1 à 6 tramways par heure) ; certains effectuent leur terminus à la station Rond-Point en soirée, du fait de la position du centre de maintenance à Hôpital Estuaire.
Le premier tramway vers La Plage quitte Pré Fleuri à 4h56, le premier vers Pré Fleuri quitte La Plage à 5h26.
Le dernier tramway vers La Plage quitte Pré Fleuri à 23h26, le dernier vers Pré Fleuri quitte La Plage à 23h50.
En vacances scolaires, la fréquence est de 10 minutes de 7h à 18h,.

##### Samedi
La fréquence est identique dans les deux sens, :
- 1 tramway toutes les 12 minutes entre 7h et 13h45
- 1 tramway toutes les 10 minutes entre 13h45 et 18h

Les convois ne sont pas régulièrement espacés en dehors de ces heures (2 à 5 tramways par heure) ; certains effectuent leur terminus à la station Rond-Point en soirée, du fait de la position du centre de maintenance à Hôpital Estuaire.
Le premier tramway vers La Plage quitte Pré Fleuri à 4h56, le premier vers Pré Fleuri quitte La Plage à 5h26 Hôpital Estuaire.↵Le dernier tramway vers La Plage quitte Pré Fleuri à 23h26, le dernier vers Pré Fleuri quitte La Plage à 23h50.

##### Dimanche
Les convois ne sont pas régulièrement espacés mais il y a approximativement 1 tramway toutes les 40 minutes le matin et toutes les 20 minutes l'après-midi ; certains effectuent leur terminus à la station Rond-Point en soirée, du fait de la position du centre de maintenance à Hôpital Estuaire,.
Le premier tramway vers La Plage quitte Pré Fleuri à 6h55, le premier vers Pré Fleuri quitte La Plage à 6h51.
Le dernier tramway vers La Plage quitte Pré Fleuri à 23h26, le dernier vers Pré Fleuri quitte La Plage à 23h50.

### Matériel roulant

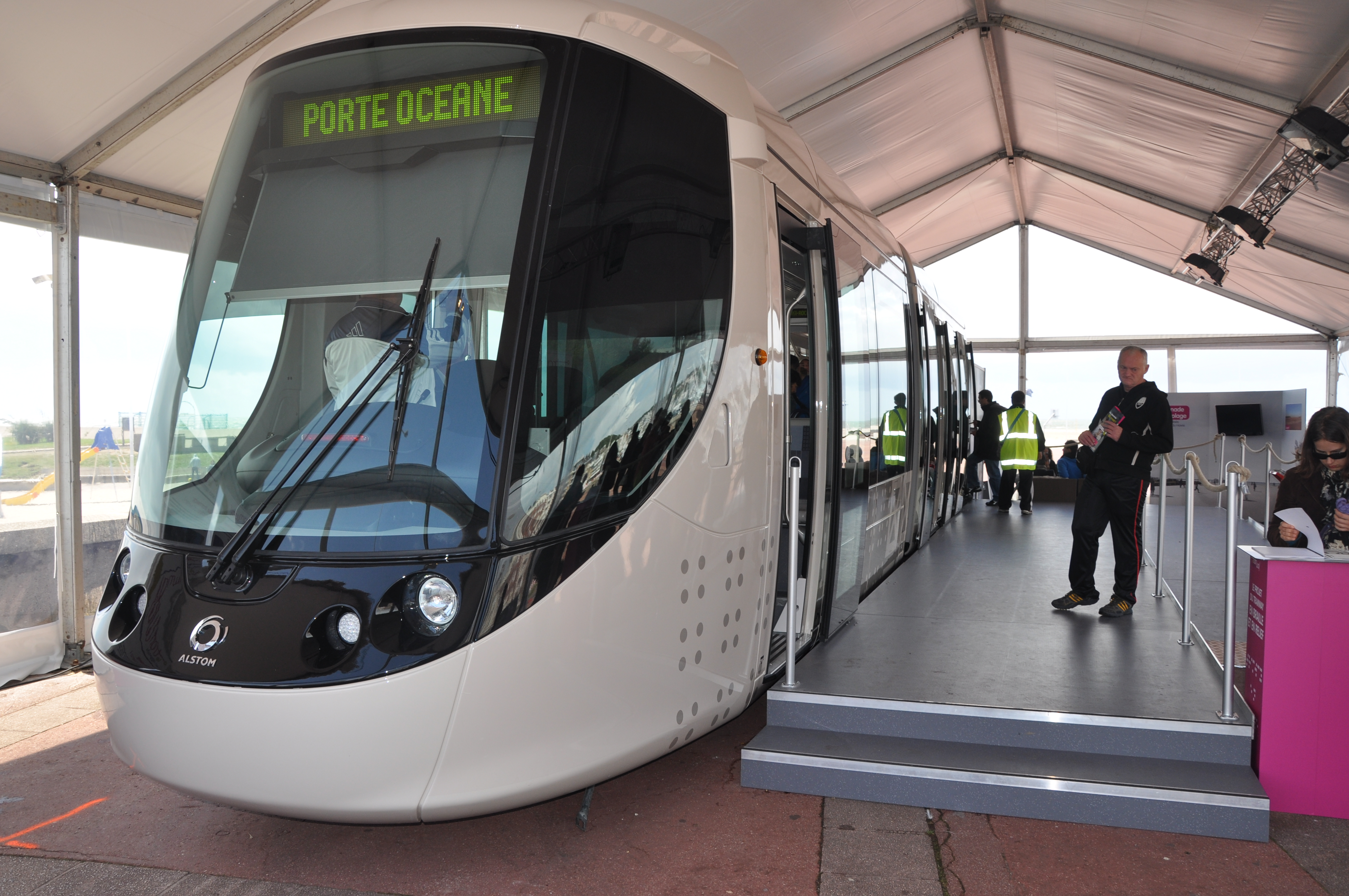
Rame d'exposition

Après avoir écarté l'idée des trolleybus et des bus à haut niveau de service, la CODAH a retenu le tramway comme matériel approprié.
Cependant, il restait à choisir entre un roulement sur rails ou un système guidé sur pneumatiques. Le 10 juillet 2007, la CODAH vote à l'unanimité le mode de transport sur voie ferrée.
Le 1er juillet 2010, c'est le Citadis 302 d'Alstom qui remporte l'appel d'offre de 22 rames. Le marché a été chiffré a plus de 54 millions d'euros.
Malgré le classement au « Patrimoine de l'humanité » du centre reconstruit, la traversée de la place de l'hôtel de ville et de l'avenue Foch s'effectue par ligne aérienne de contact, contrairement à Nice (sections sur batteries), Bordeaux, Orléans, Reims, Angers et Tours (sections avec alimentation au sol).
La première rame du tramway arrive au centre de maintenance du Havre le 13 février 2012.
Une commande de 8 rames à minima pour l'extension du réseau de tramway, la future ligne C

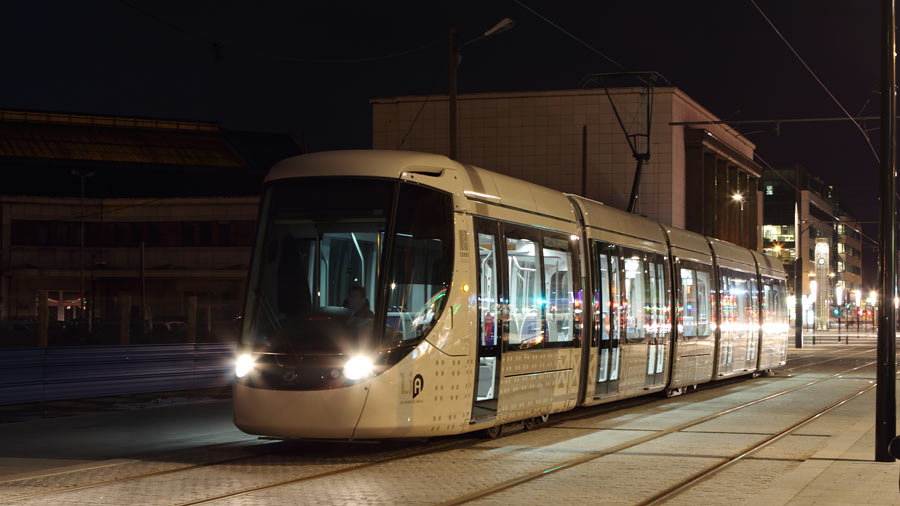
Rame Citadis devant la gare

### Aménagement des stations
L'aménagement des stations commence en mai 2012, avec celle de l'avenue Paul Verlaine : la station Curie.
Suivent ensuite l'Hôtel de ville, la Bigne à fosse et la station Verlaine.
L'installation, réalisée par la société Clear Channel Communications, nécessite trois jours et
s'opère en plusieurs étapes :
- La livraison et le déchargement du camion
- Les scellements au sol
- La pose et l'agencement des poteaux et de l'assemblage métallique, des dalles de granit et de la toiture.

L'aménagement des quais est spécialement conçu pour répondre aux demandes des personnes à mobilité réduite (accès aux fauteuils roulants) et aux personnes non ou mal-voyantes avec l'installation d'une surface podotactile.

### Fréquentation
Selon une première analyse après 6 mois de circulation dévoilée par la direction de LIA, la fréquentation s'établit à environ 50 000 voyageurs par jour. Un chiffre proche de l'objectif visé par la direction qui avait pour but d'atteindre 56 000 voyageurs par jour.

### Tarification et billetterie
Les tarifs du Tramway sont identiques à ceux du réseau de bus, soit 1,80 € le titre de transport valable une heure. Les DAT sont des appareils électroniques stationnés à chaque arrêt de Tramway qui permettent d'acheter un titre de transport par carte bancaire ou en pièces de monnaie. Depuis 2018, les utilisateurs ont la possibilité d'acheter leurs titres directement sur leur téléphone portable en envoyant par SMS «1H» au 93 333.

## Projet d'extension
Depuis son inauguration en décembre 2012, différents projets ont été imaginés afin d'étendre le réseau sur l'agglomération dans le but de desservir notamment les quartiers sud avec le nouveau stade inauguré en juillet 2012 et aussi les communes limitrophes avec notamment Montivilliers et son hôpital public, qui compte 10 000 salariés.
Des propositions ont été lancées comme la création d'un BHNS et aussi un téléphérique. Au conseil Communautaire du 18 février 2021, la proposition d'une nouvelle ligne de tramway a finalement été votée. Deux branches ont été retenues :
- Une branche sud, qui partira de la gare, traversera les quartiers sud et se rendra jusqu'à la Vallée-Berreult ;
- Une branche nord, qui partira de l'Université et ira jusqu'à Montiviliers en desservant notamment Harfleur et l'hôpital Jacques Monod, ce qui engendrera la fin de l'exploitation de la ligne ferroviaire LER, entre Le Havre et Rolleville, la ligne étant déclassée du réseau ferré national. (La ligne ferroviaire a fermé administrativement le 1er septembre 2024 au soir).

Une concertation publique s'est déroulée entre le 22 septembre et le 16 novembre 2021.
À la suite de la concertation, le tracé du tramway a été voté lors du conseil communautaire du 3 février 2022. Les terminus seront implantés à Vallée de Béreult (branche sud) et à Montivilliers Simone Veil (branche nord). Le tramway empruntera l'avenue Jean Jaurès, et non la rue de Verdun, permettant un meilleur temps de parcours selon la communauté urbaine.
Le projet est estimé à 336 millions d'euros HT.
Les études se poursuivront entre 2022 et 2024, et l'enquête d'utilité publique a lieu du 23 septembre au 25 octobre 2024. Les travaux auront lieu en 2025 et en 2026. La mise en service des deux branches est prévue pour 2027.